# Blood for Blood
Blood for Blood – amerykański zespół muzyczny założony w 1994 roku, grający muzykę z gatunku hardcore punk, silnie związany z Bostonem. 
Muzyka zespołu bywa określana mianem nihilistycznej i agresywnej. Logo zespołu to czaszka i dwie skrzyżowane kości, przypominające nieco banderę piratów.
Zespół wydawał swoje płyty głównie w wytwórni Victory Records i zawiesił swoją działalność w 2012 roku, gdy wokalista Erick „Buddha” Medina został oskarżony o molestowanie seksualne trzynastolatki.

## Dyskografia
| Tytuł               | Rok pierwszego wydania | Wytwórnia                                 |
| pierwsze Demo       | 1994                   | brak oficjalnej wytwórni                  |
| Hurt You Demo       | 1995                   | wydane własnym sumptem                    |
| Soulless            | 1996                   | Devour Records                            |
| Enemy               | 1997                   | Lost Disciple Records/Open Handed Records |
| Revenge on Society  | 17 kwietnia 1998       | Victory Records                           |
| Spit My Last Breath | 22 czerwca 1999        | Victory Records                           |
| Livin' in Exile     | 13 lipca 1999          | Victory Records                           |
| Wasted Youth Brew   | 24 kwietnia 2001       | Victory Records                           |
| Outlaw Anthems      | 15 stycznia 2002       | Victory Records                           |
| Serenity            | 22 czerwca 2004        | Thorp Records                             |